# 仇成

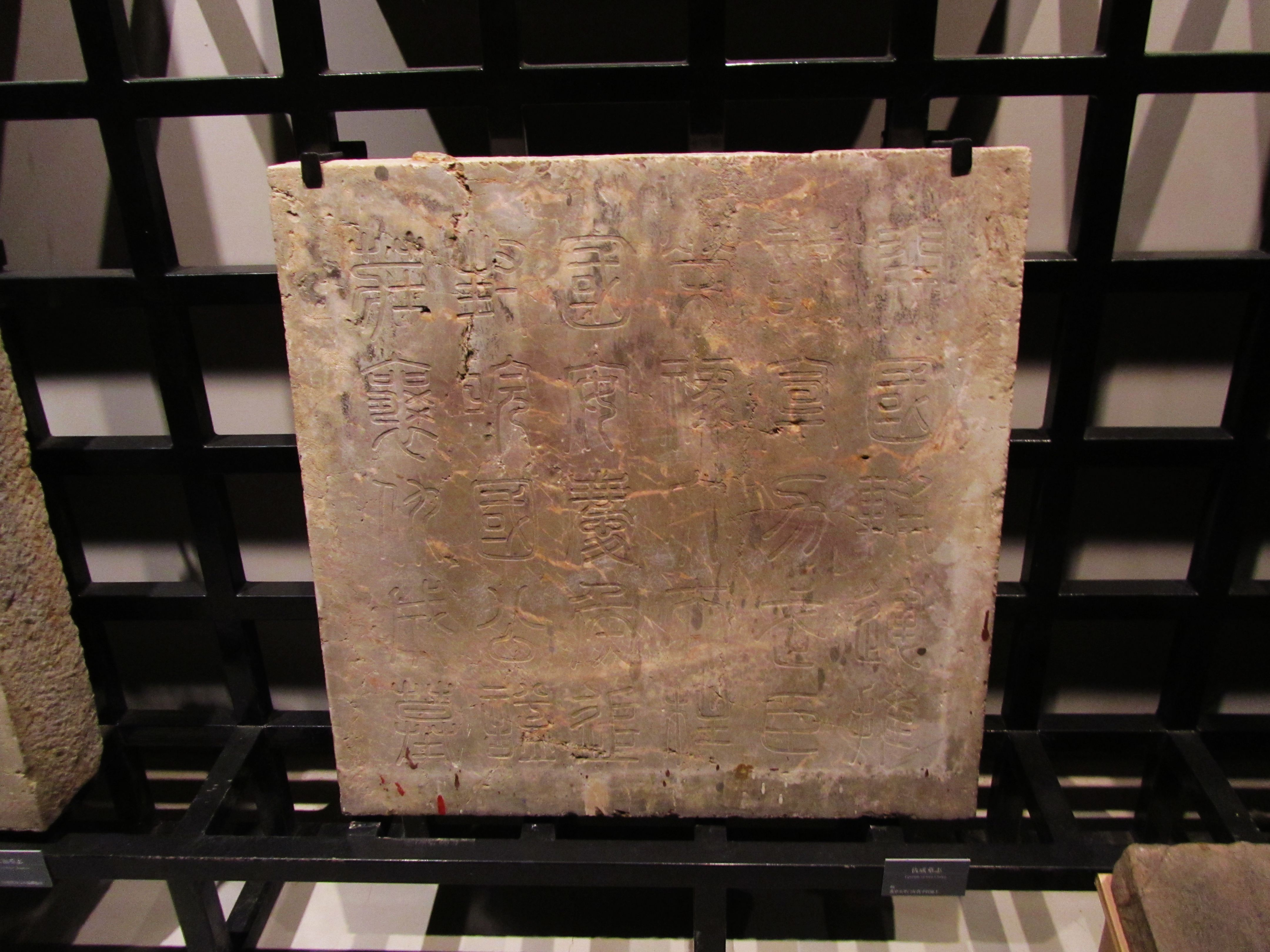
仇成墓志志盖，篆书“开国辅运推诚宣力武臣荣禄大夫柱国安庆侯追封皖国公谥庄襄仇成墓”，现藏于南京市博物馆。

仇成（1325年—1388年8月10日），和州含山县铜城乡（现称铜闸镇）人，1355年投奔驻军和州的朱元璋，曾參與攻克采石、太平，又随大将徐达攻克江苏的溧水、溧阳，每次作戰都勇冠三軍，1359年，随常遇春攻克衢州，朱元璋提升他为统军大元帅。
1361年，仇成隨軍攻打安慶，廖永忠、张志雄破其水寨，仇成由陆發兵聯手克安庆，仇成因此被封為安慶守將。仇在任上成功抚集军民，守禦严密，令陳友諒無可趁之機。日後仇成从征陳友諒，歼敌泾江口，被朱元璋提升为留守中卫指挥佥事。1366年四月，仇成打下原屬張士誠的淮泗、寿颍诸州，當年十月又攻下湖州，參與朱元璋對蘇州的包圍。在張士誠戰敗後，被升為留守左卫指挥使，仍命驻守安庆。
1369年，又升为大都督府都督佥事，出鎮遼東，但這段時間卻無甚戰功。直到1378年，論藍玉西征之功時，朱元璋念其舊勳，封为安庆侯，岁禄二千石。1381年六月，四川少数民族叛亂。當年九月仇成充征南副将军统兵平定讨平容美诸峒。十月，又跟随大将傅友德征服云南，戰後予世券，加禄五百石。洪武二十一年七月初八日（1388年8月10日）病故，年六十四，追封为皖国公，谥莊襄，赐葬鍾山之阴。
夫人吴氏，封安庆侯夫人，子男一人，名仇正，袭安庆侯爵，女一人。